# San Bartolomé Xicomulco
San Bartolomé Xicomulco
San Bartolomé Xicomulco es uno de los 12 pueblos que integran la actual Alcaldía de Milpa Alta. Colinda al norte con Santa Cruz Acalpixca y al poniente con Santa Cecilia Tepetlapa, ambos de la Alcaldía de Xochimilco; al sur con San Pablo Oztotepec y al oriente con  San Pedro Atocpan, pertenecientes a Milpa Alta.
Significado

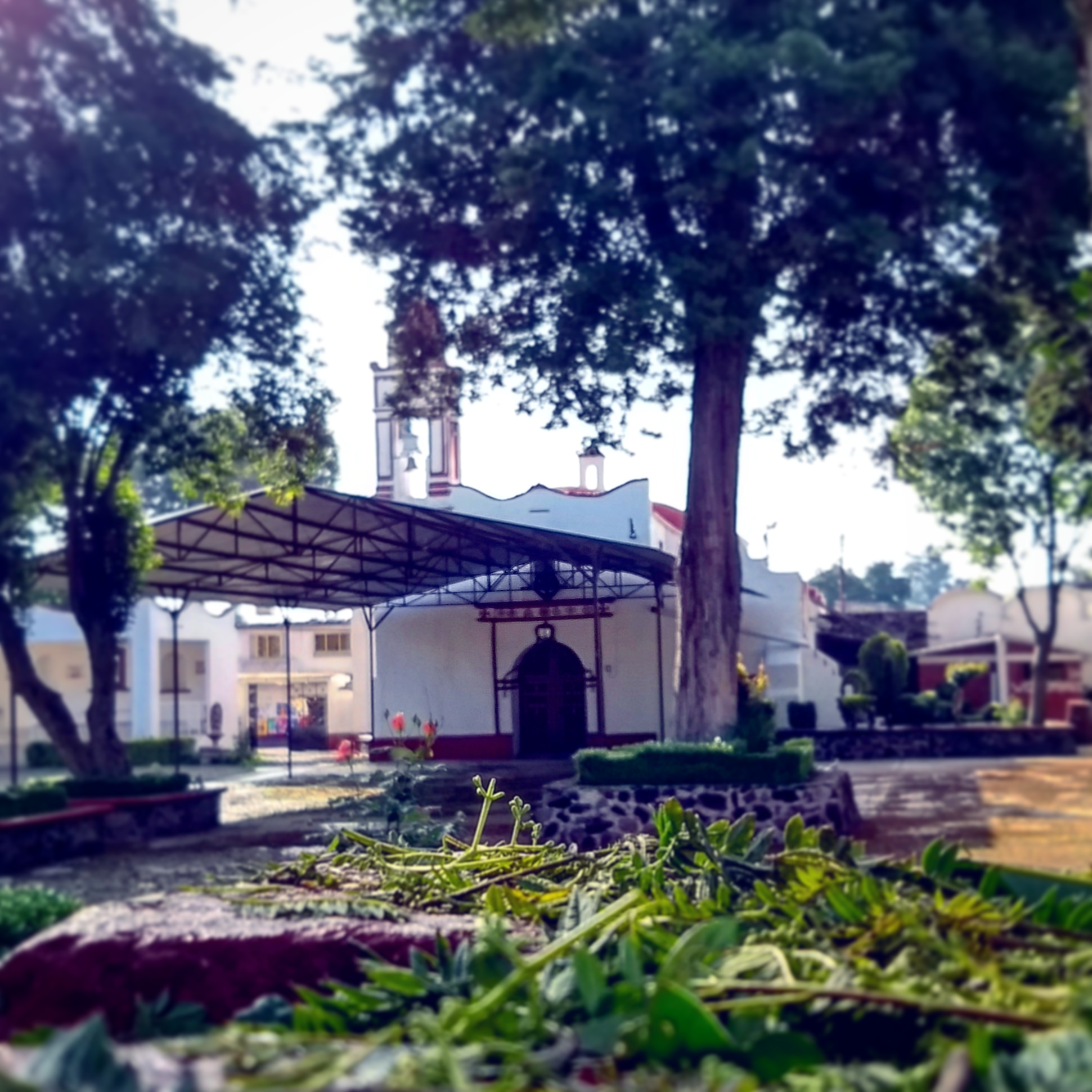
Capilla Xicomulco

Xicomulco a consideración de nahua-hablantes de la región había sido traducida de diversas maneras, a saber:
- Ombligo de las laderas
- Ombligo de la tierra
- En el hoyo grande
- En el pozo (pozo de las aguas verdes).
- Lugar de jicotes para el mole para la salsa.
- Donde se hace el mole de jicotes.
- Rincón del ombligo del mundo
- En la hondonada.
Con la partícula CO, que es un locativo no hay problema, todos están de acuerdo, lo mismo sucede con COMULLi que significa hueco, barranco (en náhuatl clásico tlacomolli). El problema radica en los términos XICTLI, ombligo y XICOHTLI, abejorro. Sobre la inclusión de una u otra palabra dentro del significado de XICOMULCO la mayor luz la dará la orografía del lugar.
```
Celebración del Día de Muertos en San Bartolomé Xicomulco

Milpa Alta, Ciudad de México
```

Introducción:
En San Bartolomé Xicomulco, un pueblo de la delegación Milpa Alta en la Ciudad de México, el Día de Muertos es una festividad de gran relevancia cultural. Esta celebración combina tradiciones indígenas y católicas para honrar a los seres queridos que han fallecido, mediante altares, ofrendas y rituales llenos de simbolismo. La festividad refleja una identidad cultural única, en la que los habitantes reafirman sus lazos con sus ancestros, haciendo de esta celebración una muestra de respeto y amor hacia aquellos que ya no están.
Historia y origen:
La celebración del Día de Muertos en Milpa Alta tiene raíces en las tradiciones indígenas que se mezclaron con el catolicismo traído por los españoles durante la época colonial. Esta combinación ha dado lugar a una festividad única, en la que se veneran a los muertos como parte de una creencia que los considera siempre presentes en la vida de sus familiares y seres queridos.
Características de la celebración:
Altares y ofrendas: Los habitantes de San Bartolomé Xicomulco colocan altares en sus hogares, decorados con flores de cempasúchil, veladoras, papel picado y fotografías de sus difuntos. Las ofrendas incluyen alimentos, bebidas y objetos que eran del agrado de los fallecidos, como símbolo de bienvenida y recuerdo.
Visitas al panteón: En el Día de Muertos, las familias visitan el panteón para adornar las tumbas y realizar vigilias. En estas visitas, se limpian y decoran las lápidas, se colocan velas y flores, y algunos habitantes permanecen toda la noche acompañando a sus seres queridos, rezando y recordándolos.
Comparsas y procesiones: Algunas comunidades de Milpa Alta organizan comparsas y procesiones en las que los participantes se visten de catrinas o calaveras, y recorren las calles con música tradicional, celebrando la memoria de los difuntos.
Rituales indígenas: Se conservan ciertos rituales y ceremonias de origen indígena, en los que se utiliza copal y se realizan cantos y danzas para honrar a los ancestros.
Gastronomía: El pan de muerto es uno de los elementos centrales en la festividad, acompañado por tamales, atole y, en algunos casos, mole. Estos alimentos no solo se comparten en familia, sino que también forman parte de las ofrendas en los altares.
Significado cultural:
La celebración del Día de Muertos en San Bartolomé Xicomulco es una manifestación cultural que refuerza la identidad y los lazos familiares en la comunidad. La festividad es una oportunidad para recordar a los difuntos, transmitiendo a las nuevas generaciones los valores y tradiciones que han marcado la historia del pueblo.
Conclusión:
El Día de Muertos en San Bartolomé Xicomulco, en Milpa Alta, es una tradición que entrelaza la vida y la muerte, manteniendo vivo el recuerdo de quienes han partido. Es una celebración que permite a los habitantes conectar con sus raíces y fortalecer el sentido de pertenencia y continuidad de su cultura.

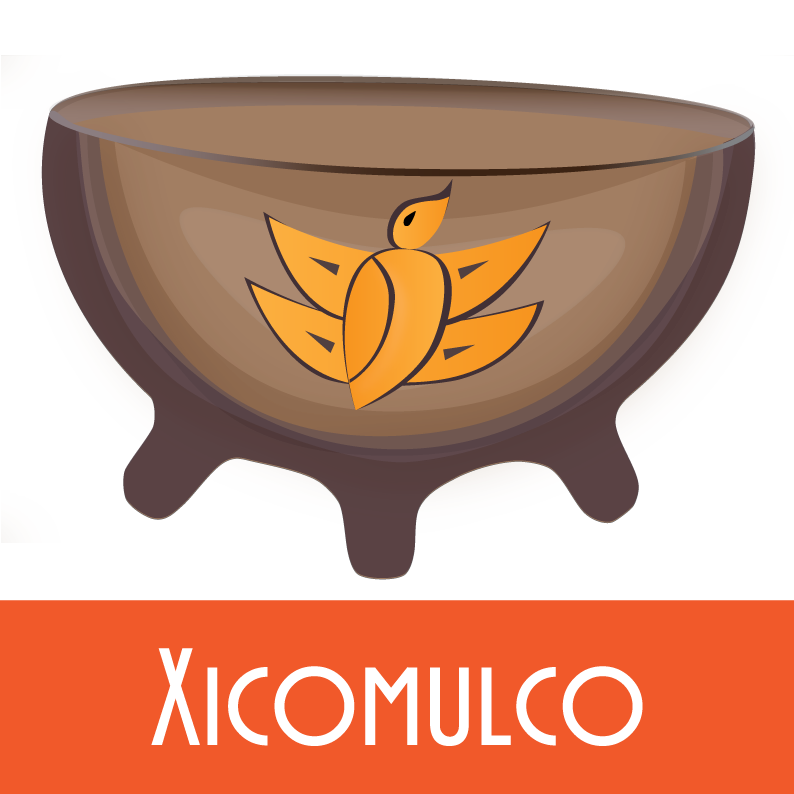
Glifo del pueblo de Xicomulco